# Thomas Carlzon
Thomas Gustav Carlzon, född 15 september 1955 i Älmhults församling i Kronobergs län, död 22 juli 2022 i Köpings distrikt på Öland i Kalmar län, var en svensk företagsledare och ämbetsman som var landshövding i Kalmar län 2017–2019.
Carlzon arbetade sammanlagt 45 år inom  företaget Ikea och slutade som VD för Ikea i Sverige. Han hade statliga uppdrag som ledamot i styrelsen för Linnéuniversitetet och i insynsrådet vid länsstyrelsen i Kronobergs län.
Han tillträdde 2017 som landshövding i Kalmar län. Den 25 september 2019 meddelade regeringen att Carlzon skulle lämna sin post som landshövding. Han placerades som generaldirektör på regeringskansliet från och med den 21 oktober 2019 till och med den 31 augusti 2020.